# Guoletsjaure (Sorsele socken, Lappland, 731018-152164)
Guoletsjaure är en sjö i Sorsele kommun i Lappland och ingår i Umeälvens huvudavrinningsområde. Sjön har en area på 0,163 kvadratkilometer och ligger 732,2 meter över havet. Guoletsjaure ligger i Vindelfjällen Natura 2000-område.

## Delavrinningsområde
Guoletsjaure ingår i det delavrinningsområde (731199-152267) som SMHI kallar för Ovan VDRID = Bäljabäcken i Vindelälvens vattendra*. Medelhöjden är 562 meter över havet och ytan är 20,44 kvadratkilometer. Räknas de 100 avrinningsområdena uppströms in blir den ackumulerade arean 1 281,75 kvadratkilometer. Vindelälven som avvattnar avrinningsområdet har biflödesordning 2, vilket innebär att vattnet flödar genom totalt 2 vattendrag innan det når havet efter 393 kilometer. Avrinningsområdet består mestadels av skog (94 procent). Avrinningsområdet har 0,23 kvadratkilometer vattenytor vilket ger det en sjöprocent på 1,1 procent.